# Laelioproctis taeniosoma
Laelioproctis taeniosoma är en fjärilsart som beskrevs av Erich Martin Hering 1926. Laelioproctis taeniosoma ingår i släktet Laelioproctis och familjen tofsspinnare. Inga underarter finns listade i Catalogue of Life.